# Кале-Нор-Уэст
Кале-Нор-Уэст (фр. Calais-Nord-Ouest) — упраздненный кантон во Франции, регион Нор-Па-де-Кале, департамент Па-де-Кале. Входил в состав округа Кале.
В состав кантона входили коммуны (население по данным Национального института статистики за 2009 г.):
- Бонненг-ле-Кале (637 чел.)
- Кале (17 942 чел.) (частично)
- Кокель (2 310 чел.)
- Ньель-ле-Кале (229 чел.)
- Пёпленг (658 чел.)
- Сангатт (4 654 чел.)
- Сен-Трика (661 чел.)
- Фретен (1 163 чел.)
- Эскаль (300 чел.)

## Экономика
Структура занятости населения (без учета части города Кале):
- сельское хозяйство — 1,5 %
- промышленность — 3,3 %
- строительство — 4,3 %
- торговля, транспорт и сфера услуг — 70,5 %
- государственные и муниципальные службы — 20,3 %

## Политика
На президентских выборах 2012 г. жители кантона отдали Франсуа Олланду в 1-м туре 29,5 % голосов против 23,5 % у Марин Ле Пен и 22,8 % у Николя Саркози, во 2-м туре в кантоне победил Олланд, получивший 57,2 % голосов (2007 г. 1 тур: Саркози — 27,7 %, Сеголен Руаяль — 24,2 %; 2 тур: Руаяль — 50,9 %). На выборах в Национальное собрание в 2012 г. по 7-му избирательному округу департамента Па-де-Кале они поддержали кандидата Социалистической партии Яна Капе, набравшего 29,5 % голосов в 1-м туре и 61,4 % — во 2-м туре. (2007 г. 6-й округ. Жак Ланг (СП): 1 тур — 34,2 %, 2 тур — 53,1 %). На региональных выборах 2010 года в 1-м туре победил список социалистов, собравший 27,7 % голосов против 19,6 % у списка «правых» и 17,5 % у Национального фронта. Во 2-м туре единый «левый список» с участием социалистов, коммунистов и «зелёных» во главе с Президентом регионального совета Нор-Па-де-Кале Даниэлем Першероном получил 51,8 % голосов, «правый» список во главе с сенатором Валери Летар занял второе место с 26,7 %, а  Национальный фронт Марин Ле Пен с 21,5 % финишировал третьим.
|  | Кандидат   | Партия                  | % голосов |
|  | ---------- | ----------------------- | --------- |
|  | Мишель Ами | Правые партии           | 54,03     |
|  | Жаки Энен  | Коммунистическая партия | 45,97     |

|  | Кандидат   | Партия                  | % голосов |
|  | ---------- | ----------------------- | --------- |
|  | Мишель Ами | Правые партии           | 65,40     |
|  | Жаки Энен  | Коммунистическая партия | 34,60     |